# تكساس
تكساس أو تِكسَس (بالإنجليزية: Texas، وقد تهجأ بالإسبانية أيضا تيخاس Tejas)‏ هي ثاني أكبر ولاية في الولايات المتحدة من حيث المساحة والسكان. تقع ولاية تكساس في وسط جنوبي البلاد، وتحدها ولاية لويزيانا من الشرق، وأركنساس من الشمال الشرقي، وأوكلاهوما من الشمال، ونيو مكسيكو من الغرب، كما أن لها حدودا مع الولايات المكسيكية تشيواوا، كواهويلا، نويفو ليون، تاماوليباس من الجنوب الغربي، كما يحدها خليج المكسيك من الجنوب الشرقي.
هيوستن هي أكبر مدن الولاية من حيث السكان ورابع أكبر مدينة في الولايات المتحدة، في حين أن سان أنطونيو هي ثاني أكبر مدن الولاية والسابعة على مستوى البلاد، كذلك فإن منطقة دالاس-فورت وورث ومنطقة هيوستن الكبرى هي رابع وخامس أكبر المناطق الحضرية في البلد على التوالي. وتشمل المدن الرئيسية الأخرى أوستن، ثاني أكبر عاصمة ولاية من حيث السكان في الولايات المتحدة، ومدينة إل باسو. وتلقب تكساس بولاية النجمة الوحيدة للدلالة على وضعها السابق كجمهورية مستقلة، وللتذكير بنضالها من أجل الاستقلال عن المكسيك. ويحتوى علم الولاية وشعارها على نجمة واحدة. أتى أصل اسم تكساس هو من كلمة «تيخاس»، وتعني «الأصدقاء» في لغة كادو.
نظرا لحجمها وخصائصها الجيولوجية مثل بالكونيس فولت، فإن طبيعة تكساس تشمل مناظر طبيعية متنوعة تشبه كل من جنوب الولايات المتحدة والمناطق الجنوبية الغربية. ورغم أن ولاية تكساس ترتبط شعبيا بالصحراء الجنوبية الغربية، إلا أن أقل من 10 في المئة من مساحة أراضي تكساس صحراوية. وتقع معظم التجمعات السكانية في مناطق المروج السابقة والمراعي والغابات والساحل. يمكن للمرء أن يلاحظ التضاريس التي تتراوح بين المستنقعات الساحلية والغابات الصنوبر، إلى السهول الشاسعة والتلال الوعرة، وأخيرا الصحراء وجبال بيغ بيند.
تاريخيًا، تأثر اقتصاد تكساس قبل الحرب العالمية الثانية كثيرًا بأربع صناعات رئيسية: الماشية والبيسون، والقطن، والأخشاب، والنفط. لعبت صناعة الماشية التي هيمنت عليها تكساس دورًا محوريًا كمحرك اقتصادي رئيسي للولاية، وخلقت الصورة التقليدية لرعاة البقر في تكساس. في أواخر القرن التاسع عشر، أصبح القطن والخشب من الصناعات الرئيسية بينما أصبحت صناعة الماشية أقل ربحية. في نهاية المطاف، أدى اكتشاف الرواسب النفطية الرئيسية لا سيما سبيندلتوب [الإنجليزية] إلى حدوث طفرة اقتصادية أصبحت القوة الدافعة وراء ازدهار الاقتصاد خلال معظم سنوات القرن العشرين. طورت تكساس اقتصادًا متنوعًا وصناعة عالية التقنية خلال منتصف القرن العشرين. اعتبارًا من عام 2022، تضم الولاية أكبر عدد من المقرات الرئيسية للشركات (فورتشين 500) في الولايات المتحدة.
بفضل القاعدة الصناعية المزدهرة، تتصدر تكساس العديد من الولايات الأمريكية الأخرى في مجال السياحة والزراعة والبتروكيماويات والطاقة وأجهزة الكمبيوتر والإلكترونيات والفضاء والعلوم الطبية الحيوية. قادت ولاية تكساس الولايات المتحدة من حيث إيرادات الصادرات الحكومية منذ عام 2002 ولديها ثاني أعلى ناتج إجمالي للولاية. ولو كانت تكساس دولة ذات سيادة، لكان لديها عاشر أكبر اقتصاد في العالم.

## تاريخ
يشير مصطلح «أعلام تكساس الستة» إلى العديد من الدول التي حكمت هذه الأرض. وكانت إسبانيا أول بلد أوروبي يحكم منطقة تكساس. وأسست فرنسا فيها مستعمرة قصيرة العمر باسم تكساس الفرنسية . سيطرت المكسيك على الأراضي حتى عام 1836 عندما نالت تكساس استقلالها لتصبح جمهورية مستقلة باسم جمهورية تكساس. في عام 1845، انضمت تكساس إلى الولايات المتحدة لتكون الولاية الثامنة والعشرين. وأدى ضم الولاية إلى سلسلة من الأحداث التي تسببت بقيام الحرب المكسيكية الأمريكية في عام 1846. كانت تكساس ولاية رقيق قبل الحرب الأهلية الأمريكية، وأعلنت انفصالها عن الولايات المتحدة في أوائل عام 1861 وانضمت رسميا إلى الولايات الكونفدرالية الأمريكية في 2 مارس من نفس العام. عادت تكساس إلى سيادة الحكومة الاتحادية للولايات المتحدة بعد الحرب الأهلية، ودخلت في فترة طويلة من الركود الاقتصادي.

## جغرافيا
ولاية تكساس هي ثاني أكبر ولاية أمريكية، بعد ألاسكا، وتبلغ مساحتها 268.820 ميل مربع (696٬200 كم 2). هي أكبر من فرنسا بنسبة 10% وتقارب مساحتها ضعف مساحة ألمانيا أو اليابان، على الرغم من أنها ليست سوى في المرتبة السابعة والعشرين على العالم من حيث أكبر التقسيمات مساحة وأن كانت تكساس لا تزال دولة لكانت في المرتبة الأربعين من حيث المساحة بعد تشيلي وزامبيا.

### المناخ
الحجم الكبير لولاية تكساس وموقعها عند تقاطع مناطق مناخية متعددة يمنح الولاية طقسًا شديد التقلب. تتميز منطقة بانهاندل بالولاية بفصول شتاء أكثر برودة من شمال تكساس، بينما يتميز ساحل الخليج بشتاء معتدل. تكساس لديها اختلافات واسعة في أنماط هطول الأمطار. يبلغ متوسط هطول الأمطار السنوي في إل باسو، الواقعة على الطرف الغربي من الولاية، 8.7 بوصة (220 ملم)، [165] بينما يبلغ متوسط هطول الأمطار في أجزاء من جنوب شرق تكساس 64 بوصة (1600 ملم) سنويًا. يبلغ متوسط مدينة دالاس في المنطقة الشمالية الوسطى أكثر اعتدالًا 37 بوصة (940 ملم) سنويًا.
يتساقط الثلج عدة مرات كل شتاء في بانهاندل والمناطق الجبلية في غرب تكساس، مرة أو مرتين في السنة في شمال تكساس، ومرة كل بضع سنوات في وسط وشرق تكساس. يتساقط الثلج جنوب سان أنطونيو أو على الساحل فقط في ظروف نادرة. وتجدر الإشارة إلى العاصفة الثلجية في ليلة عيد الميلاد عام 2004، عندما سقطت 6 بوصات (150 ملم) من الثلوج في أقصى الجنوب حتى كينجسفيل، حيث بلغ متوسط درجة الحرارة المرتفعة في ديسمبر 65 درجة فهرنهايت.
متوسط درجات الحرارة القصوى في أشهر الصيف من 80 درجة فهرنهايت (26 درجة مئوية) في جبال غرب تكساس وفي جزيرة جالفستون إلى حوالي 100 درجة فهرنهايت (38 درجة مئوية) في وادي ريو غراندي، في حين تشهد معظم مناطق تكساس ارتفاعًا ثابتًا في درجات الحرارة في الصيف في نطاق 90 درجة فهرنهايت (32 درجة مئوية).
تتراوح درجات الحرارة في الصيف ليلا من 50 درجة فهرنهايت (14 درجة مئوية) في جبال غرب تكساس إلى 80 درجة فهرنهايت (27 درجة مئوية) في جالفستون.

## الإقتصاد

### التجارة
كانت تجارة الماشية قد ازدهرت في تكساس بعد الحرب الأهلية. وظلت تعتمد على هذه التجارة لزمن طويل، ما جعلها ترتبط بصورة رعاة البقر. تغيرت ثروات الولاية الاقتصادية في أوائل القرن العشرين عندما أحدثت الاكتشافات النفطية طفرة اقتصادية في الولاية. استثمرت تكساس بقوة في الجامعات، وأسست اقتصادا متنوعا وصناعة تكنولوجيا متطورة في منتصف القرن العشرين. وهي الثانية على قائمة فورتشين 500 بواقع 54 شركة حتى عام 2015. مع تزايد الصناعة، فإن الولاية تقود في العديد من الصناعات، بما في ذلك الزراعة والبتروكيماويات والطاقة والحواسيب والالكترونيات، والفضاء الجوي، والعلوم الطبية الحيوية. وقد تصدرت تكساس الأمة في عائدات التصدير منذ عام 2002 ولها ثاني أعلى ناتج إجمالي للولايات.
ولاية تكساس في بحبوحة تحفز القطاع التجارية القوية التي تتكون من قطاعات التجزئة والجملة، والخدمات المصرفية والتأمين والبناء. أمثلة من 500 شركة لا تقوم على أساس ولاية تكساس الصناعات التقليدية هي :
- إيه تي آند تي،
- رجالية المخازن، و
- المطاعم لاندري، كيمبرلي كلارك،
- القنبلة،
- الجامع للأغذية في السوق،
- الرعاية الصحية تينيت.

وعلى الصعيد الوطني، ودالاس فورت وورث المنطقة، موطنا ل ثاني مركز للتسوق في الولايات المتحدة، ومعظم مراكز التسوق نصيب الفرد في أي منطقة العاصمة الأميركية. أمريكا الشمالية اتفاق التجارة الحرة (نافتا) يسهم في المكسيك، الدولة أكبر شريك تجاري والمستوردة من ثلث صادرات الدولة. نافتا وقد شجع على تشكيل جدل ماكيلادوراس في ولاية تكساس / الحدود مع المكسيك.

## الثقافة
تاريخيًا، تأتي ثقافة تكساس من مزيج من التأثيرات الجنوبية (ديكسي)، والغربية (الحدودية)، والجنوبية الغربية (الاندماج المكسيكي/الأنجلو)، والتي تتفاوت في درجاتها من منطقة داخل الولاية إلى أخرى. وفقا لمكتب الإحصاء الأمريكي، تصنف ولاية تكساس كجزء من جنوب الولايات المتحدة. أحد العناصر الغذائية التي تجسد هذا الاندماج الثقافي هو بوريتو الإفطار [الإنجليزية]، وهو طبق يحتوي على خبز ترتية دقيق ناعم ملفوف حول لحم الخنزير المقدد والبيض المخفوق أو أي حشوات مطبوخة ساخنة أخرى. وبالإضافة إلى ثقافة تكساس التقليدية التي تأسست في القرنين الثامن عشر والتاسع عشر ساهمت الهجرة في جعل تكساس بوتقة تنصهر فيها الثقافات من جميع أنحاء العالم.

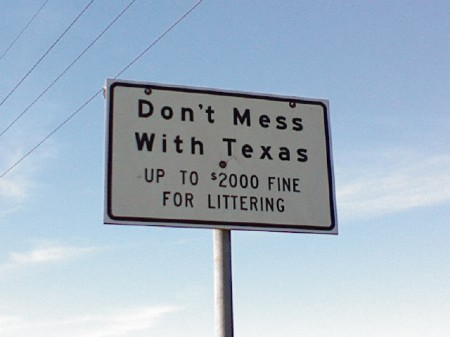
شاخصة كتب عليها شعار "لا تعبث مع تكساس" - غرامة حتى 2000 دولار لإلقاء النفايات.

تركت تكساس بصمة لا تمحى على الثقافة الشعبية الوطنية والدولية. ترتبط الولاية بأكملها ارتباطًا وثيقًا بصورة رعاة البقر التي تظهر في أفلام الغرب وفي موسيقى الريف الغربي. يعد العديد من أباطرة النفط في الولاية أيضًا موضوعًا شائعًا في الثقافة الشعبية كما يظهر في المسلسل التلفزيوني الشهير دالاس.
اعتمد الشعار المعروف عالميًا "لا تعبث مع تكساس" كإعلان لمكافحة رمي النفايات. منذ بداية الحملة في عام 1986، تغيرت العبارة إلى "بيان هوية، وإعلان تبجح تكساس".

### التصور الذاتي
إن مصطلح "بحجم تكساس" هو تعبير يمكن استخدامه بطريقتين: لوصف شيء بحجم ولاية تكساس الأمريكية، أو لوصف شيء ما (عادة ولكن ليس دائمًا ينشأ من تكساس) وهو كبير الحجم مقارنة بالأشياء الأخرى من نوعه. كانت تكساس أكبر ولاية أمريكية حتى أصبحت ألاسكا ولاية في عام 1959. وقد استخدمت عبارة "كل شيء أكبر في تكساس" بشكل منتظم منذ عام 1950 على الأقل.

### الفنون
تبرز هيوستن كواحدة من خمس مدن أمريكية فقط تضم شركات مقيمة محترفة دائمة في جميع تخصصات الفنون المسرحية الرئيسية مثل: أوبرا هيوستن الكبرى [الإنجليزية]، وأوركسترا هيوستن السيمفونية، وهيوستن باليه، و مسرح آلي [الإنجليزية]. تشتهر منطقة مسرح هيوستن بفنونها البصرية والمسرحية، وهي منطقة مكونة من 17 مبنى في وسط مدينة هيوستن [الإنجليزية]، وتحتل المرتبة الثانية في البلاد من حيث عدد مقاعد المسرح المتمركزة في منطقة وسط المدينة، إذ تضم 12948 مقعدًا للعروض الحية و1480 مقعدًا للسينما.

## الرعاية الصحية

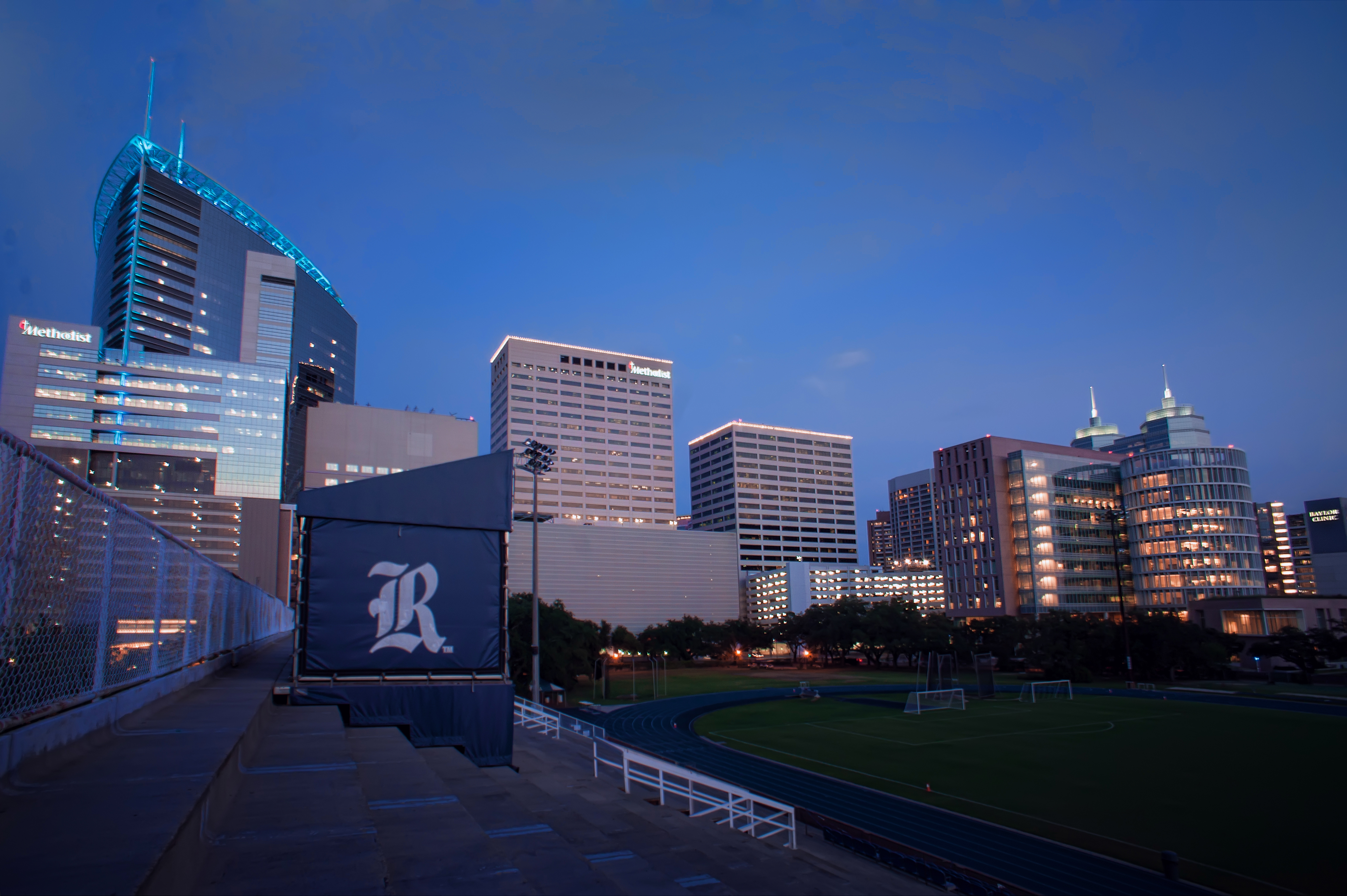
مركز تكساس الطبي في هيوستن

على الرغم من وجود مراكز طبية مرموقة في الولاية، يصنف صندوق الكومنولث نظام الرعاية الصحية في تكساس كثالث أسوأ نظام في البلاد. تحتل ولاية تكساس المرتبة الأخيرة في الحصول على الرعاية الصحية، وجودة الرعاية، والإنفاق على المستشفيات الذي يمكن تجنبه، والمساواة بين المجموعات الديموغرافية المختلفة. تشمل أسباب التصنيف الضعيف للولاية الاعتبارات السياسية، وارتفاع معدل الفقر، وأعلى معدل للهجرة غير الشرعية في البلاد. في مايو 2006، بدأت ولاية تكساس برنامج "الرمز الأحمر" ردًا على تقرير يفيد بأن الولاية لديها 25.1% من السكان بدون تأمين صحي وهي أكبر نسبة في البلاد.
وفقًا لمؤسسة الصحة الأمريكية تحتل ولاية تكساس المرتبة 15 من حيث أعلى معدلات السمنة بين البالغين، حيث يعاني 27.2% من سكان الولاية من السمنة المفرطة. صنفت دراسة السمنة لصحة الرجال لعام 2008 أربع مدن في تكساس من بين أكثر 25 مدينة بدانة في أمريكا: احتلت هيوستن المرتبة السادسة، ودالاس السابعة، وإل باسو الثامنة، وأرلينغتون الرابعة عشرة. في المقابل كان في تكساس مدينة واحدة فقط (أوستن، المرتبة 21) ضمن أفضل 25 مدينة من بين "المدن الأكثر صحة" في أمريكا. وقد صنف نفس الاستطلاع مبادرات الولاية المتعلقة بالسمنة بدرجة "B+". تحتل الولاية المرتبة الثانية والأربعين في نسبة السكان الذين يمارسون التمارين الرياضية بانتظام وفقًا لدراسة أجريت عام 2007.
تتمتع ولاية تكساس بأعلى معدل وفيات الأمهات في العالم المتقدم، وقد تضاعف معدل وفاة نساء تكساس بسبب مضاعفات مرتبطة بالحمل من عام 2010 إلى عام 2014، إلى 23.8 لكل 100 ألف - وهو معدل لا مثيل له في أي ولاية أمريكية أخرى أو دولة متقدمة اقتصاديًا. في مايو 2021، أقر المجلس التشريعي للولاية قانون نبضات القلب في تكساس [الإنجليزية] الذي يحظر الإجهاض منذ ستة أسابيع من الحمل إلا في الحالات التي تكون فيها حياة الأم معرضة للخطر. يسمح القانون للمواطنين العاديين بمقاضاة مقدمي خدمات الإجهاض وأي شخص آخر يساعد في الإجهاض، باستثناء المرأة التي تخضع لهذا الإجراء، وينطبق القانون على حالات الحمل الناجمة عن سفاح القربى أو الاغتصاب، على الرغم من وجود بند يحظر على الجناة إنفاذه من خلال الدعاوى المدنية. في 25 أغسطس 2022، دخل قانون آخر حيز التنفيذ يجعل الإجهاض في أي مرحلة من مراحل الحمل جناية يعاقب عليها بالسجن المؤبد.

### البحوث الطبية
تضم في تكساس العديد من المراكز الطبية البحثية المتميزة. يوجد في الولاية 15 كلية طب، وأربع مدارس لطب الأسنان، ومدرستين لفحص البصر. تضم الولاية أيضًا مختبرين للسلامة الحيوية من المستوى 4 (BSL-4): أحدهما يقع في الفرع الطبي لجامعة تكساس في جالفستون، والآخر في مؤسسة الجنوب الغربي للأبحاث الطبية الحيوية في سان أنطونيو وهو أول مختبر من المستوى مملوك للقطاع الخاص في الولايات المتحدة.

## النقل

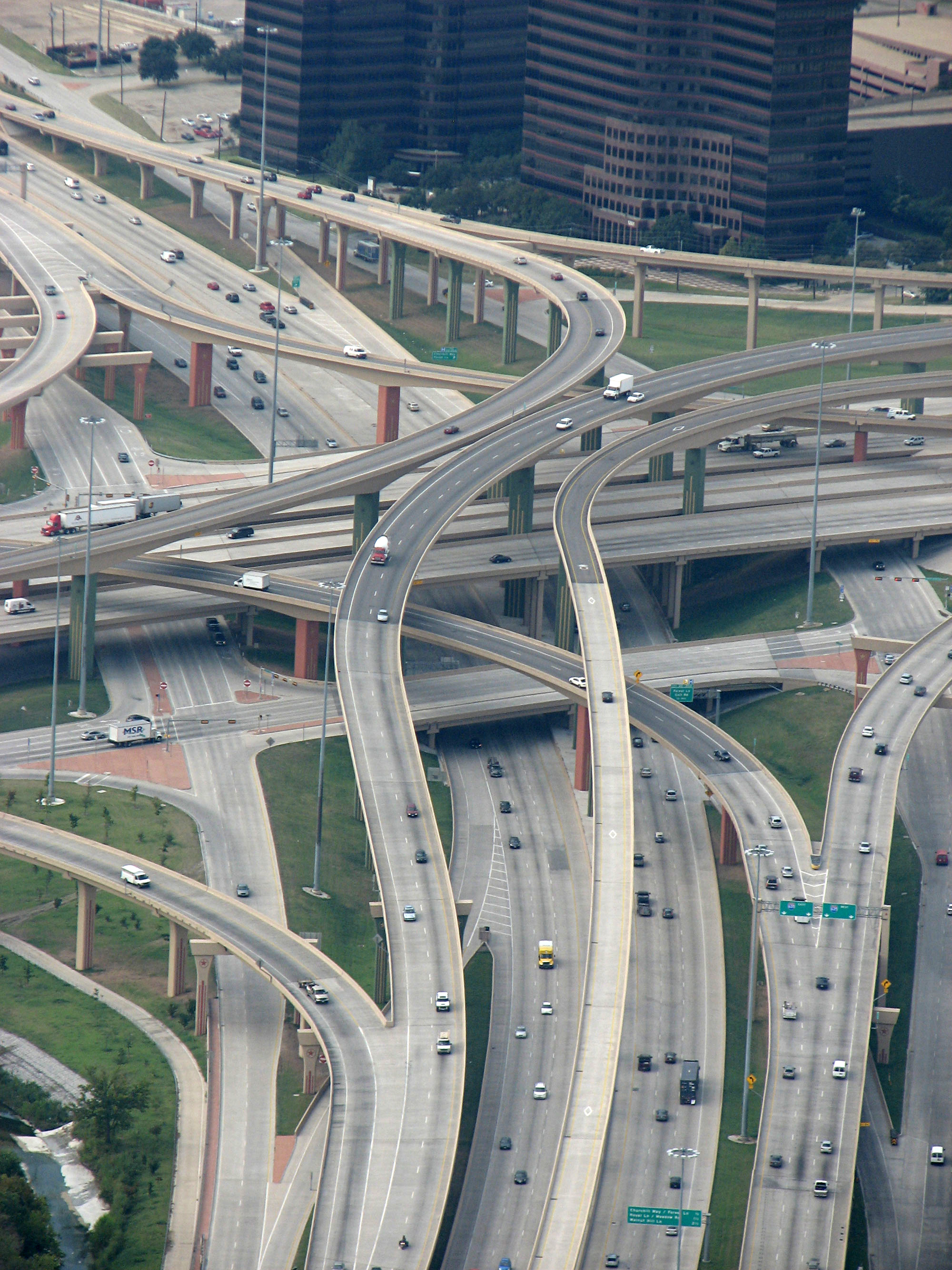
التقاطع الخماسي العالي في دالاس.

تاريخيًا واجه سكان تكساس صعوبات في عبور تكساس بسبب الحجم الكبير للولاية وتضاريسها الوعرة. وعوضت ولاية تكساس ذلك ببناء أكبر شبكة للطرق السريعة والسكك الحديدية في الولايات المتحدة. تشرف وزارة النقل في تكساس (السلطة التنظيمية) على نظام الطرق السريعة الهائل في الولاية، وتنظم الطيران وأنظمة النقل العام.
تلعب الولاية دورًا حاسمًا في تسهيل حركة البضائع باعتبارها مركزًا محوريًا للنقل، يمكن للشاحنات القادمة من منطقة دالاس/فورت وورث أن تصل إلى 93% من سكان البلاد خلال 48 ساعة، و37% خلال 24 ساعة. تضم ولاية تكساس 33 منطقة اقتصادية خاصة وهو أكبر عدد في البلاد. في عام 2004، نُقل ما قيمته 298 مليار دولار من البضائع عبر مناطق التجارة الحرة في تكساس.

### الطرق السريعة
الطرق السريعة بولاية تكساس عبارة عن شبكة من الطرق السريعة تملكها وتديرها ولاية تكساس الأمريكية. وزارة النقل في تكساس هي الوكالة الحكومية المسؤولة عن العمليات اليومية وصيانة الطرق. ويوجد في تكساس أكبر نظام للطرق السريعة في الولاية المتحدة، ويليه نظام الطرق السريعة في ولاية كارولينا الشمالية. بالإضافة إلى الطرق السريعة بين الولايات المرقمة والطرق السريعة بالولايات المتحدة، يتكون نظام الطرق السريعة من شبكة رئيسية من الأحزمة التي توفر وصولًا محليا إلى الطرق الأخرى. يشتمل النظام أيضا على شبكة كبيرة من طرق المزارع لتسويق الطرق التي تربط المناطق الريفية بالمناطق الحضرية. تمتلك الولاية أيضا وتحتفظ ببعض الطرق الترفيهية الواقعة بالقرب من المتنزهات الحكومية وداخلها. جميع الطرق السريعة بالولاية، بصرف النظر عن تصنيفها، هي طرق ممهدة.

### المطارات
يوجد في ولاية تكساس 730 مطاراً، وهو ثاني أكبر عدد من المطارات في الولايات المتحدة. يعد مطار دالاس فورت وورث الدولي (DFW) هو الأكبر في تكساس من حيث الحجم وعدد المسافرين، وهو ثاني أكبر مطار من حيث المساحة في الولايات المتحدة، والرابع في العالم بمساحة 18076 فداناً (73.15 كم مربع). من حيث حركة المرور، فإن مطار دالاس فورت ورث الدولي(DFW) هو الأكثر ازدحاماً في الولاية، ورابع أكثر المطارات ازدحاماً في الولايات المتحدة، والسادس على مستوى العالم.

### الموانئ
هناك حوالي 1150 ميناءً بحريًا على ساحل تكساس يضم أكثر من 1000 ميل (1600 كم) من القنوات. توظف الموانئ ما يقرب من مليون شخص وتتعامل مع ما متوسطه 317 مليون طن متري. تتصل موانئ تكساس مع بقية الساحل الأطلسي للولايات المتحدة مع قسم الخليج من الممر المائي الساحلي. يعد ميناء هيوستن اليوم أكثر الموانئ ازدحامًا في الولايات المتحدة من حيث الحمولة الأجنبية، والثاني من حيث الحمولة الإجمالية، والعاشر على مستوى العالم من حيث الحمولة. تمتد قناة هيوستن للسفن بعرض 530 قدمًا (160 مترًا) وعمق 45 قدمًا (14 مترًا) وطول 50 ميلًا (80 كم).

### السكك الحديدية

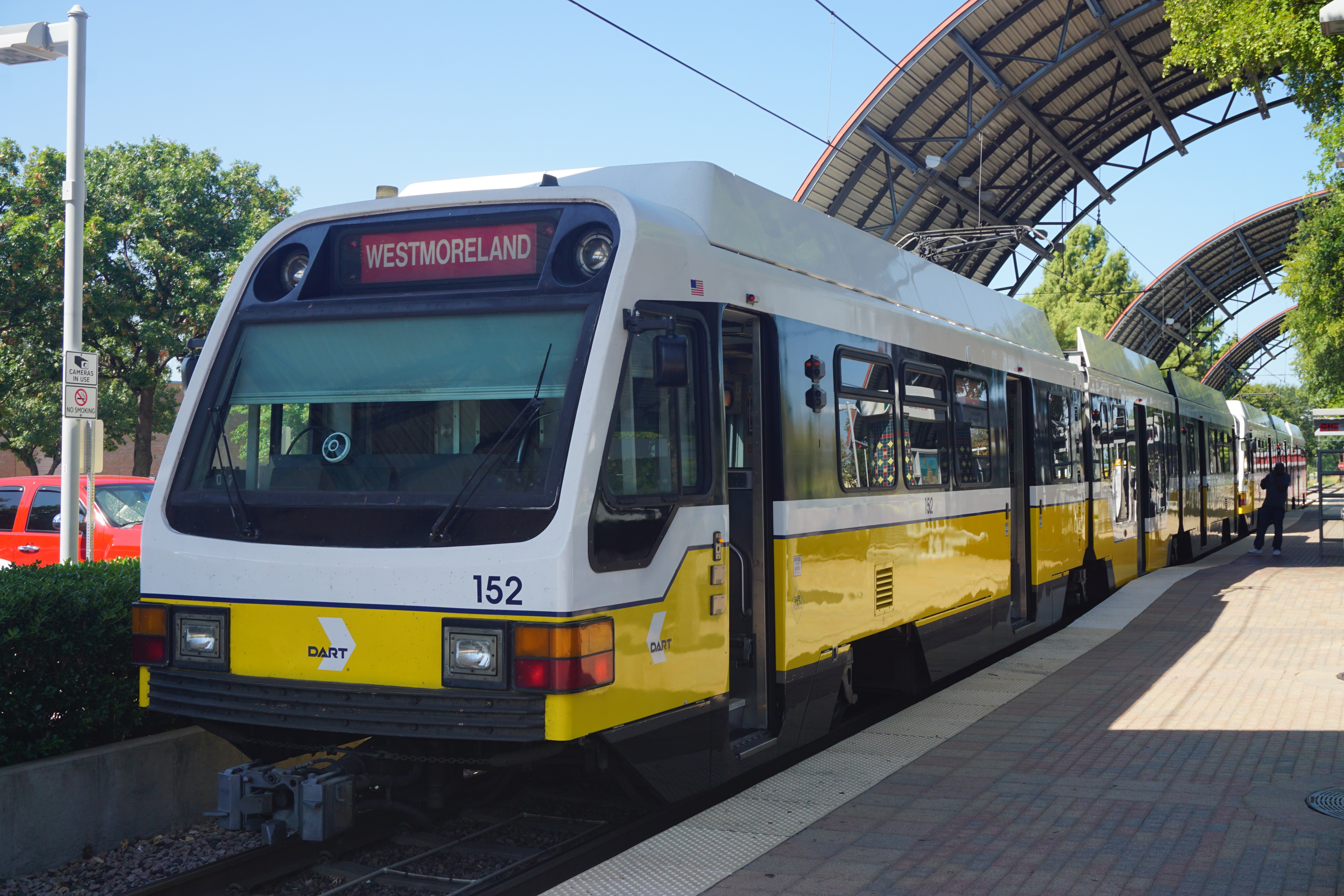
قطار الخط الأحمر للسكك الحديدية الخفيفة في محطة ويستمورلاند في دالاس، تكساس.

جزء من تقاليد رعاة البقر في الولاية مستمد من حملات الماشية واسعة النطاق التي نظمها مربو الماشية في القرن التاسع عشر لنقل الماشية باستخدام السكك الحديدية إلى الأسواق في كانساس، لشحنها إلى الشرق. ونتيجة لذلك ظهرت بعض التجمعات السكانية الواقعة على طول الطريق مثل باكستر سبرينغز وهي أول بلدة للأبقار في كانساس للتعامل مع العمال الموسميين وإدارة التدفق الكبير لعشرات الآلاف من رؤوس الماشية.
أول خط سكة حديد يعمل في تكساس كان خط سكة حديد بافالو بايو وبرازوس وكولورادو، الذي افتتح في أغسطس 1853. في عام 1872، أصبح خط السكة الحديد بين ميسوري وكانساس وتكساس أول خط سكة حديد يتصل بتكساس من الشمال. أتاحت شبكة السكك الحديدية المتوسعة لمربي الماشية بديلاً لقيادة مواشيهم إلى الغرب الأوسط، مما مكنهم من شحن لحوم البقر مباشرة من تكساس. أدى هذا التحول إلى تراجع اقتصاديات مدن الأبقار.
منذ عام 1911، تصدرت تكساس الولايات الأمريكية في طول أميال السكك الحديدية داخل الولاية. بلغ طول السكك الحديدية في تكساس ذروته في عام 1932 إذ بلغ 17,078 ميلًا (27,484 كم)، لكنه انخفض إلى 14,006 ميل (22,540 كم) بحلول عام 2000. في البداية، أشرفت لجنة السكك الحديدية في تكساس على تنظيم السكك الحديدية في الولاية، ولكن في عام 2005، نقلت هذه المسؤوليات إلى وزارة النقل في تكساس.

## الحكومة والسياسة
اعتمد دستور تكساس [الإنجليزية] الحالي في عام 1876. وكما هو الحال في العديد من الولايات، فهو ينص صراحة على الفصل بين السلطات. الجدير بالذكر أن وثيقة حقوق الولاية أكثر شمولاً من نظيرتها الفيدرالية، ولها أحكام فريدة خاصة بتكساس.

### حكومة الولاية

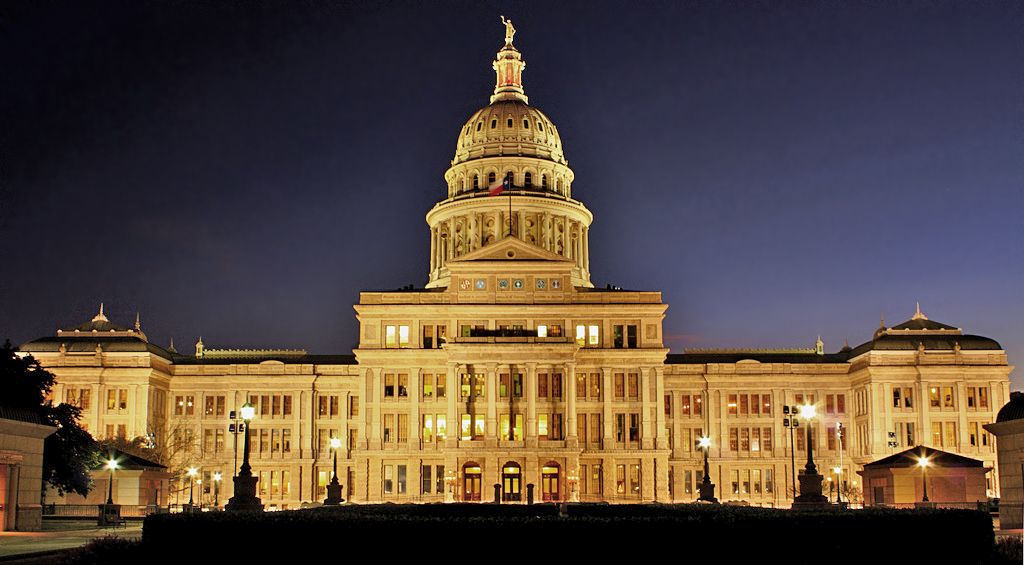
مبنى الكابيتول بولاية تكساس ليلًا

تتمتع ولاية تكساس بنظام سلطة تنفيذية تعددية يحد من سلطة الحاكم، وهي سلطة تنفيذية ضعيفة مقارنة ببعض الولايات الأخرى. وباستثناء وزير الخارجية، ينتخب الناخبون المسؤولين التنفيذيين بشكل مستقل؛ ومن ثم فإن المرشحين مسؤولون بشكل مباشر أمام الجمهور، وليس الحاكم. وقد أدى هذا النظام الانتخابي إلى انقسام بعض السلطات التنفيذية بين الأحزاب وتقليص قدرة الحاكم على تنفيذ البرنامج. عندما شغل الرئيس الجمهوري جورج دبليو بوش منصب حاكم ولاية تكساس، كان للولاية نائب حاكم ديمقراطي (بوب بولوك). تتكون مناصب السلطة التنفيذية من الحاكم، ونائب الحاكم، ومراقب الحسابات العامة، ومفوض الأراضي، والمدعي العام، ومفوض الزراعة، ولجنة السكك الحديدية في تكساس المكونة من ثلاثة أعضاء، ومجلس الولاية للتعليم، ووزير الخارجية.
تتكون الهيئة التشريعية في ولاية تكساس من مجلسين: مجلس النواب الذي يضم 150 عضوًا، ومجلس الشيوخ الذي يضم 31 عضوًا. رئيس مجلس النواب يقود المجلس، بينما يرأس نائب الحاكم مجلس الشيوخ. تجتمع الهيئة التشريعية في جلسة عادية كل سنتين لمدة تزيد قليلاً عن مائة يوم، لكن يمكن للحاكم أن يدعو لجلسات خاصة وفقًا لتقديره (على وجه الخصوص، لا يمكن للهيئة التشريعية دعوة نفسها للانعقاد). تبدأ السنة المالية للولاية في الأول من سبتمبر.
يعد القضاء في ولاية تكساس من بين أكثر السلطات تعقيدًا في الولايات المتحدة، حيث يضم طبقات عديدة وسلطات قضائية متداخلة. يوجد في تكساس محكمتان للملاذ الأخير: المحكمة العليا في تكساس للقضايا المدنية، ومحكمة تكساس للاستئنافات الجنائية. باستثناء بعض المقاعد البلدية، يتم انتخاب القضاة على جميع مستويات السلطة القضائية من خلال انتخابات حزبية؛ ويملأ الحاكم المناصب الشاغرة بالتعيين. تشتهر تكساس بتطبيق عقوبة الإعدام، حيث تتصدر باقي الولايات في عمليات الإعدام منذ إعادة العقوبة في قرار جريج ضد جورجيا [الإنجليزية] .

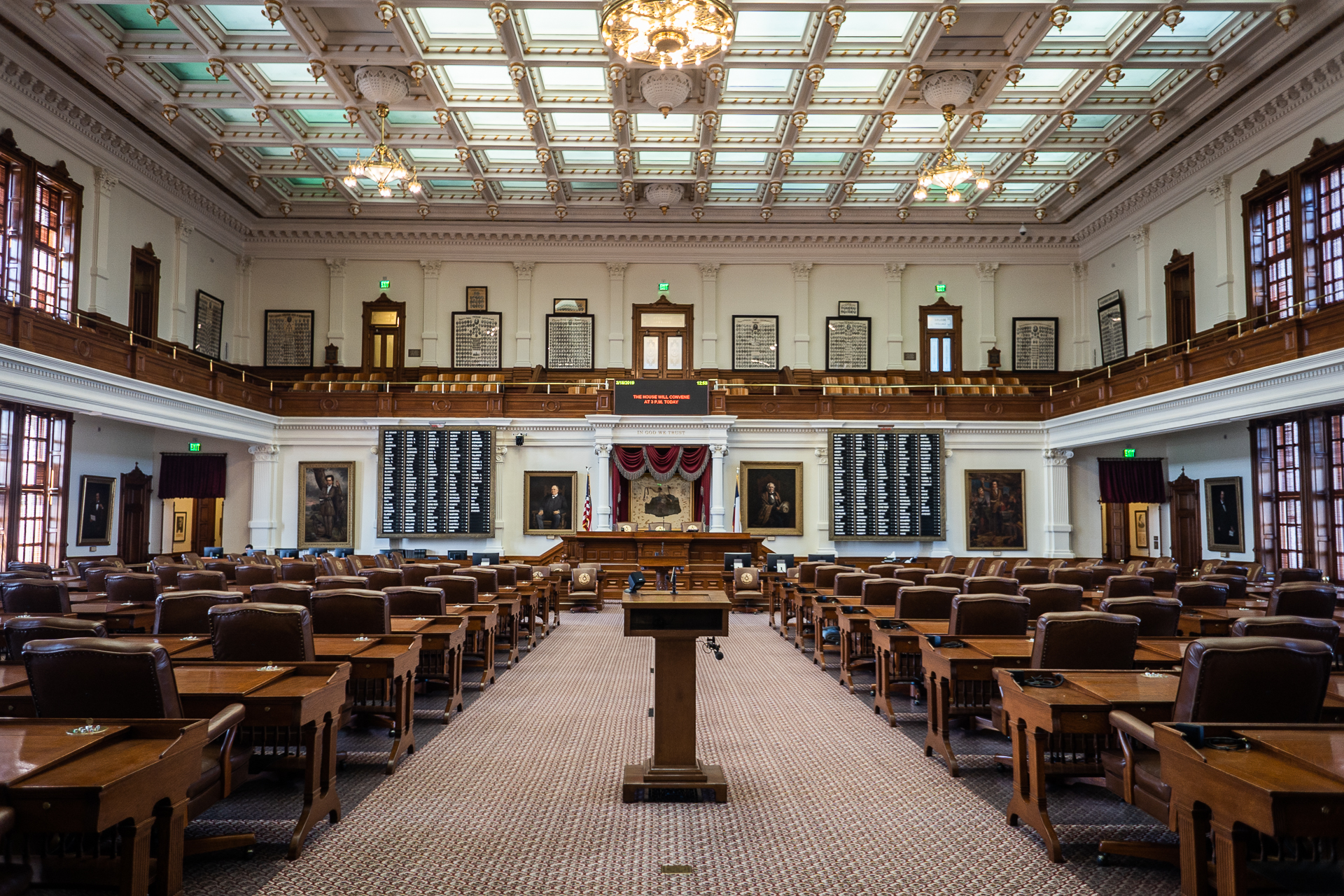
مجلس النواب في ولاية تكساس

يعتبر قسم تكساس رينجر [الإنجليزية] التابع لإدارة تكساس للسلامة العامة بمثابة وكالة لإنفاذ القانون تتمتع بسلطة قضائية على مستوى الولاية. طوال تاريخه، حقق فريق تكساس رينجرز في مجموعة واسعة من الجرائم، بدءًا من القتل إلى الفساد السياسي. تولى القسم أدوارًا كشرطة مكافحة الشغب وكمحققين، وقدموا الحماية لحاكم ولاية تكساس، وتعقبوا الهاربين، وعملوا كقوة شبه عسكرية للجمهورية وللولاية. تأسس فريق تكساس رينجرز بشكل غير رسمي من قبل ستيفن إف أوستن في عام 1823 وتكشل رسميًا في عام 1835. كان الرينجرز جزءًا لا يتجزأ من العديد من الأحداث المهمة في تاريخ تكساس وكان له دور فعال في بعض القضايا الجنائية لأكثر شهرة في تاريخ الغرب القديم.
يحدد دستور ولاية تكساس مسؤوليات حكومات المقاطعات التي تعمل كوكلاء للولاية. يتم انتخاب ما يسمى بالمحكمة المفوضة وقضاة المحكمة ليكونوا بمثابة الذراع الإداري. معظم المدن في الولاية، التي يزيد عدد سكانها عن 5000 نسمة، لديها حكومات ذاتية الحكم. الغالبية العظمى منها لديها مواثيق لأشكال الحكم الخاصة بمديري المجالس، والتي بموجبها ينتخب الناخبون أعضاء المجلس، الذين يستأجرون مديرًا محترفًا للمدينة ليكون بمثابة مسؤول تنفيذي.

### السياسة
في سبعينيات القرن التاسع عشر، استعاد الديمقراطيون البيض السلطة في المجلس التشريعي للولاية من التحالف ثنائي العرق الذي يمثل نهاية حقبة إعادة الإعمار. في أوائل القرن العشرين، أقر المجلس التشريعي مشاريع قوانين لفرض ضرائب الاقتراع، تليها الانتخابات التمهيدية للبيض؛ أدت هذه الإجراءات إلى حرمان معظم السود والفقراء البيض والأمريكيين المكسيكيين من حقوقهم. في تسعينيات القرن التاسع عشر، مارس ما يقرب 100 ألف من السود حقهم في التصويت في الولاية؛ بحلول عام 1906 انخفض هذا العدد إلى 5000 فقط.[444] ونتيجة لذلك، سيطر الحزب الديمقراطي على سياسة تكساس منذ مطلع القرن الماضي، وفرض الفصل العنصري وتفوق العرق الأبيض. احتفظ الحزب بالسلطة حتى بعد إقرار تشريعات الحقوق المدنية الوطنية في منتصف الستينيات والتي عززت الحقوق الدستورية لجميع المواطنين.
على الرغم من أن تكساس كانت في الأساس دولة ذات حزب واحد خلال هذا الوقت وكان يُنظر إلى الانتخابات التمهيدية للحزب الديمقراطي على أنها "الانتخابات الحقيقية"، إلا أن الحزب الديمقراطي كان يضم فصائل محافظة وليبرالية، والتي أصبحت أكثر وضوحًا بعد الصفقة الجديدة. بالإضافة إلى ذلك، انقسمت عدة فصائل من الحزب لفترة وجيزة خلال ثلاثينيات وأربعينيات القرن العشرين.
بحلول منتصف القرن العشرين بدأ الناخبون البيض المحافظون في الولاية بدعم المرشحين الرئاسيين الجمهوريين. بعد هذه الفترة، دعموا الجمهوريين في المناصب المحلية ومكاتب الولايات أيضًا، وأصبح معظم البيض أعضاء في الحزب الجمهوري. اجتذب الحزب أيضًا بعض الأقليات، لكن العديد منهم استمروا في التصويت للمرشحين الديمقراطيين. يُعزى التحول إلى الحزب الجمهوري إلى حقيقة أن الحزب الديمقراطي أصبح ليبراليًا بشكل متزايد خلال القرن العشرين، وبالتالي أصبح بعيدًا عن التواصل مع الناخب العادي في تكساس. وبما أن تكساس كانت دائمًا ولاية محافظة، فقد تحول الناخبون إلى الحزب الجمهوري، الذي يعكس الآن معتقداتهم بشكل أوثق. كما عزا المعلقون هذا التحول إلى المستشار السياسي الجمهوري كارل روف، الذي أدار العديد من الحملات السياسية في تكساس في الثمانينيات والتسعينيات. وشملت الأسباب الأخرى المعلنة إعادة تقسيم الدوائر بأمر من المحكمة والتحول الديموغرافي فيما يتعلق بحزام الشمس الذي فضل الحزب الجمهوري والمحافظين.
في عام 2003، وصفت صحيفة نيويورك تايمز إعادة تقسيم مناطق الكونجرس في تكساس، بقيادة الجمهوري توم ديلاي [الإنجليزية] بأنها "حالة متطرفة من التلاعب الحزبي". ردًا على ذلك، خرج مجموعة من المشرعين الديمقراطيين المعروفين باسم "أحد عشر تكساس" من الولاية في محاولة لخرق النصاب القانوني لمنع المجلس التشريعي من العمل لكن جهودهم باءت بالفشل. أعادت الولاية بالفعل تقسيم الدوائر بعد تعداد عام 2000. وعلى الرغم من هذه الجهود، أقر المجلس التشريعي خريطة لصالح الجمهوريين كثيرًا، أهملت هذه الخريطة المستندة إلى بيانات عام 2000 حساب ما يقدر بنحو مليون ساكن جديد في الولاية منذ ذلك الحين.
اعترض المحامون والمحللون المهنيون في وزارة العدل على الخطة باعتبارها تضعف أصوات الناخبين الأمريكيين من أصل أفريقي واللاتينيين، لكن المعينين السياسيين تجاوزوها ووافقوا عليها. وصلت الطعون القانونية لإعادة تقسيم الدوائر إلى المحكمة العليا الوطنية في قضية رابطة مواطني أمريكا اللاتينية المتحدين ضد بيري [الإنجليزية] (2006)، لكن المحكمة حكمت لصالح الولاية والجمهوريين.

### القانون الجنائي
تتمتع ولاية تكساس بسمعة طيبة فيما يتعلق بالعقوبات الجنائية القاسية للغاية على الجرائم الجنائية. وهي واحدة من 32 ولاية تطبق عقوبة الإعدام، ومنذ أن سمحت المحكمة العليا الأمريكية باستئناف عقوبة الإعدام في عام 1976، نفذت 40% من جميع عمليات الإعدام في الولايات المتحدة في تكساس. اعتبارًا من عام 2018، حصلت تكساس على المرتبة الثامنة من حيث أعلى معدل سجن في الولايات المتحدة. تتمتع تكساس أيضًا بحق قوي في الدفاع عن النفس وقوانين الدفاع عن النفس، مما يسمح للمواطنين باستخدام القوة المميتة للدفاع عن أنفسهم أو أسرهم أو ممتلكاتهم.